# Blhovce
Blhovce, ungarisch Balogfalva ist eine Gemeinde in der Süd-Mitte der Slowakei mit 781 Einwohnern (Stand 31. Dezember 2024), die im Okres Rimavská Sobota, einem Kreis des Banskobystrický kraj, liegt und zur Landschaft Gemer gezählt wird.

## Geographie
Die Gemeinde befindet sich im Nordteil des Berglands Cerová vrchovina im tektonischen Tal des Flüsschens Gortva.  Das Ortszentrum liegt auf einer Höhe von 218 m n.m. und ist 16,5 Kilometer von Fiľakovo sowie 24 Kilometer von Rimavská Sobota entfernt.
Nachbargemeinden sind Čierny Potok im Norden, Hodejov im Nordosten, Gortva und Hodejovec im Osten, Hajnáčka im Süden,  Šurice und Čamovce im Südwesten, Šíd im Westen und Konrádovce im Nordwesten.

## Geschichte
Blhovce wurde zum ersten Mal 1240 als Boglku schriftlich erwähnt. 1276 war das Dorf Besitz des Geschlechts Aba, 1427 gehörte das damals Balogfalva genannte Dorf zum Besitz des Geschlechts Jolsvai, geriet aber danach in das Herrschaftsgebiet der Burg Fileck. Im 16. Jahrhundert herrschten die Geschlechter Feledy und Perényi im Ort. Während der Türkenkriege wurde Blhovce von osmanischen und 1683 von polnisch-litauischen Truppen in Mitleidenschaft gezogen und erst in der ersten Hälfte des 18. Jahrhunderts wieder bevölkert. Bis zur Abschaffung der Leibeigenschaft war das wieder entstandene Dorf Besitz der Familien Koháry und Coburg. 1773 gab es im Ort 19 Ansiedlungen, 1828 zählte man 73 Häuser und 610 Einwohner, die als Landwirte beschäftigt waren.
Bis 1918/1919 gehörte der im Komitat Gemer und Kleinhont liegende Ort zum Königreich Ungarn und kam danach zur Tschechoslowakei beziehungsweise heute Slowakei. Zwischen 1938 und 1944 lag er aufgrund des Ersten Wiener Schiedsspruches noch einmal in Ungarn.

## Bevölkerung
| Jahr                | 1994 | 2004    | 2014    | 2024    |
| ------------------- | ---- | ------- | ------- | ------- |
| Anzahl der Personen | 785  | 816     | 798     | 781     |
| Unterschied         |      | +3,94 % | −2,20 % | −2,13 % |

| Jahr                | 2023 | 2024    |
| ------------------- | ---- | ------- |
| Anzahl der Personen | 783  | 781     |
| Unterschied         |      | −0,25 % |

Gemäß der Volkszählung 2011 wohnten in Blhovce 791 Einwohner, davon 480 Magyaren, 130 Roma, 109 Slowaken und drei Tschechen. 69 Einwohner machten keine Angabe zur Ethnie.
654 Einwohner bekannten sich zur römisch-katholischen Kirche, 14 Einwohner zur reformierten Kirche, acht Einwohner zur Pfingstbewegung, jeweils vier Einwohner zu den Zeugen Jehovas und zur Evangelischen Kirche A. B. sowie jeweils ein Einwohner zur Bahai-Religion, zur evangelisch-methodistischen Kirche, zur griechisch-katholischen Kirche und zur orthodoxen Kirche; fünf Einwohner bekannten sich zu einer anderen Konfession. 33 Einwohner waren konfessionslos und bei 65 Einwohnern wurde die Konfession nicht ermittelt.

## Bauwerke
- römisch-katholische Magdalenenkirche im spätbarocken Stil aus dem Jahr 1777, das Innere wurde nach 1946 erneuert